# 1I/ʻOumuamua
1I/ʻOumuamua (prononcé en hawaïen /ʔowˌmuwəˈmuwə/), à l'origine C/2017 U1 (PANSTARRS) puis A/2017 U1, est un petit corps interstellaire repéré le 19 octobre 2017 par le télescope Pan-STARRS 1 installé sur l'observatoire du Haleakalā, à Hawaï, alors qu'il se trouvait à environ 0,2 unité astronomique (30 millions de kilomètres) de la Terre. Il est le premier objet identifié à provenir de l'extérieur du Système solaire.
D'abord classé comme comète et désigné pour cette raison C/2017 U1 (PANSTARRS), il a été reclassé parmi les astéroïdes une semaine plus tard et désigné en conséquence A/2017 U1. Le 6 novembre 2017, il est formellement catégorisé dans la classe des objets interstellaires et, conformément à la nouvelle nomenclature établie à cette occasion, il reçoit la désignation permanente 1I et le nom ʻOumuamua.
Fin juin 2018, l'analyse fine de sa trajectoire indique que son mouvement est influencé par autre chose que les forces gravitationnelles, peut-être des phénomènes de dégazage non détectés, ce qui le classe temporairement comme une comète,.

## Découverte
Au cours d'une recherche d'objets proches de la Terre sur des images réalisées le 19 octobre 2017 par le télescope PanSTARRS 1 (Panoramic Survey Telescope And Rapid Response System), Robert Weryk, chercheur postdoctoral à l'institut d'astronomie d'Hawaï, remarque un point lumineux se déplaçant devant les étoiles. Il est le premier à soumettre cette observation au Centre des planètes mineures de l'Union astronomique internationale. Weryk cherche ensuite dans les archives d'images de Pan-STARRS et remarque que l'objet figure également sur des images prises la nuit précédente (18 octobre 2017 11 h 59 min 51 s TU), mais n'a initialement pas été identifié par le processeur de traitement des objets en mouvement.

## Désignation et nom
Après sa découverte, l'Union astronomique internationale (UAI) lui donne la désignation provisoire cométaire C/2017 U1 (PANSTARRS), le 25 octobre. Le même jour, à la suite d'observations du Très Grand Télescope (VLT) ne montrant aucune activité cométaire, l'objet est officiellement reclassé comme planète mineure et sa désignation est alors révisée en A/2017 U1, conformément aux règles sur les désignations provisoires des comètes définies en 1995.
Le 6 novembre 2017, il est formellement reclassé comme « objet interstellaire » et, conformément à la nouvelle nomenclature établie à cette occasion, il reçoit la désignation permanente 1I et le nom ʻOumuamua. Les formes correctes pour désigner cet objet sont dès lors en conséquence 1I, 1I/2017 U1, 1I/ʻOumuamua et 1I/2017 U1 (ʻOumuamua).
Le nom, qui a été choisi par l'équipe du programme Pan-STARRS, est d'origine hawaïenne et signifie « éclaireur », le soldat qu'on envoie en éclaireur afin de repérer l'ennemi. Il peut également signifier « messager ». « ʻou » signifie « vouloir tendre la main » et « mua », suivi du second « mua » qui met l'accent, signifie d'abord « en avance de ». Le premier caractère du nom n'est pas une apostrophe, mais un okina, caractère présent dans plusieurs langues, notamment polynésiennes.
Ce nom fait écho au fait qu'il s'agit du premier témoin d'un passé très lointain ou d'une région de l'espace jusqu'ici inconnue.

## Description

### Arc d'observation
Le 26 octobre 2017, il est annoncé que des observations du Catalina Sky Survey remontant aux 14 et 17 octobre ont été identifiées, faisant passer à douze jours l'arc d'observation (contre sept la veille).
L’objet est découvert le 19 octobre, après son passage au périhélie le 9 septembre, et a une vitesse de près de 50 km/s à ce moment. Sa vitesse à l’infini est de 26,33 km/s. À mesure qu'il s'est rapproché du Soleil, il a progressivement accéléré pour atteindre 87,3 kilomètres par seconde au plus près du Soleil, il était alors à soixante fois la distance Terre-Lune. Il a ensuite continué son voyage vers la constellation de Pégase.

### Rotation
La lumière qu'il réfléchit est multipliée par dix toutes les 7,3 heures, ce qui suggère qu'il a un mouvement tournant et une longueur dix fois supérieure à sa largeur. Sa forme est bien plus allongée que tous les objets stellaires connus autour de nos planètes. En lui attribuant un albédo de 0,04 on obtient une longueur d'environ 800 m.
En 2018, Wesley C. Fraser et ses collègues pointent cependant que les études de la rotation d'ʻOumuamua montrent des valeurs différentes, variant entre 6,9 et 8,3 heures,. Leur interprétation des variations photométriques de l'astéroïde conclut que sa rotation est chaotique. Ils considèrent que ce type de rotation a été induit par un choc violent avec un autre astéroïde qui l'aurait éjecté de son système stellaire. La modélisation de la rotation chaotique qu'ils ont réalisée indique que celle-ci devrait se poursuivre pendant des milliards à des centaines de milliards d'années avant que les contraintes internes ne stabilisent sa période de rotation,.

### Couleur
Cet objet interstellaire est rouge foncé, couleur probablement due à des millions d'années de bombardement par les rayons cosmiques alors qu'il traversait l'espace interstellaire. Il est assez semblable aux objets provenant des confins de notre propre système solaire ; il est très probablement constitué d'une roche riche en métaux et pauvre en eau et en glace.
Wesley et ses collègues précisent en 2018 que la couleur de la surface de l'astéroïde n'est pas homogène, car sa face allongée est de couleur rouge tandis que le reste du corps est de couleur neutre,.

## Trajectoire et provenance

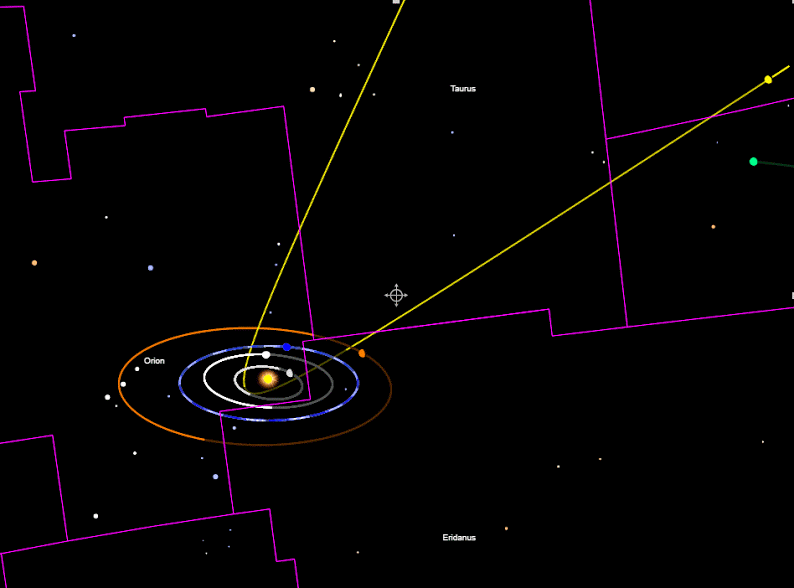
Représentation de la trajectoire de 1I/ʻOumuamua dans le Système solaire.

Trajectoire hyperbolique de 1I/ʻOumuamua dans le Système solaire.

Animation de la trajectoire de 2I/Borisov et 1I/ʻOumuamua.

La trajectoire d'1I/ʻOumuamua est nettement hyperbolique, qui présente une excentricité de 1,188 ± 0,016, la plus élevée jamais relevée pour un objet situé dans notre système solaire,. Dans la mesure où les observations semblent indiquer l'absence de passage près des planètes, qui auraient pu augmenter son excentricité, il pourrait s'agir du premier objet interstellaire formellement identifié.
Le 20 novembre 2017, il est confirmé qu'il provient bien de l'extérieur du Système solaire : il devient ainsi le tout premier astéroïde détecté ayant une origine extrasolaire confirmée. L'objet qui détenait le précédent record, la comète C/1980 E1, d'une excentricité de 1,057, était pour sa part passé près de Jupiter, qui avait propulsé la comète d'une orbite très excentrique mais fermée vers cette trajectoire hyperbolique.
En mars 2018, une modélisation conclut que les systèmes stellaires binaires éjectent très efficacement des corps rocheux et que, comme il en existe un grand nombre, « Oumuamua provient très probablement d'un système binaire ». L'étude indique aussi qu'il est probable que 1I/ʻOumuamua provienne d'un système relativement chaud car ceux-ci possèdent un plus grand nombre d'objets rocheux autour d'eux.
En juin 2018, une analyse fine des données astronomiques révèle que le premier objet interstellaire connu à voyager dans notre système solaire a une vitesse légèrement supérieure à celle prévue. Quelque chose d'autre que les forces gravitationnelles du Soleil et des planètes affecte son mouvement,. L'hypothèse la plus probable est celle d'un dégazage, bien qu'aucune trace de poussière, coma ou queue n'ait été détectée, ce qui est très inhabituel. L'absence de détection de poussières et d'observation directe d'une activité cométaire autour de l'objet peut être liée aux dimensions élevées des grains de poussière (de manière similaire à 2P/Encke lors de son passage au périhélie), une faible quantité de poussières par rapport à la quantité de glace du corps et une surface rendue atypique au cours de son voyage. L'action de la pression de radiation solaire est une hypothèse également envisagée mais implique une faible masse surfacique de l'objet,.
En 2020, une série de modélisations obtient un scénario expliquant l'ensemble des caractéristiques d'1I/ʻOumuamua (forme, vitesse, signature spectrale),. A priori, le scénario le plus naturel est qu'un tel corps s'est formé dans un autre système planétaire et qu'il en a été expulsé lors d'un passage à proximité de son étoile ou d'une grosse planète, mais il est plus facile d'expulser des corps de type cométaire en raison de leur orbite très allongée, alors que 1I/ʻOumuamua ne présente pas d'activité cométaire, et que dans le Système solaire on ne connaît aucun corps de cette taille qui soit aussi allongé. Les simulations portent sur des agrégats de roches solides de cent mètres de diamètre, tournant autour d'une étoile de masse moitié de la masse solaire et sur une orbite très excentrique (à une distance moyenne à l'étoile de plusieurs milliers d'unités astronomiques). Les simulations des effets de marée montrent une accélération de la vitesse de rotation de l'objet, suivie d'une déformation et d'une destruction en de nombreux fragments de forme très allongée et dont certains sont expulsés du système planétaire. Lors du passage près de l'étoile, la surface de l'objet subit un échauffement intense conduisant à sa fusion puis après re-solidification à une croûte desséchée et rigide, de signature spectrale semblable à celle des astéroïdes. L'accélération observée peut être due à la sublimation de volatils présents sous la croûte sans que l'activité soit suffisante pour être repérée en tant que telle.
En 2021, des chercheurs de l'université d'État de l'Arizona déclarent démontrer qu'un corps composé de glace d'azote (comme la surface de Pluton et de Triton) satisfait les contraintes disponibles sur l'accélération non gravitationnelle, la taille et l'albédo de 1I/ʻOumuamua, l'absence d'émission détectable de CO, de CO2 ou de poussières, et aussi que des instabilités dynamiques (comme celles subies par la ceinture de Kuiper) pourraient générer et éjecter un grand nombre de fragments de glace d'azote. 1I/ʻOumuamua constituerait ainsi un fragment d'un « exo-Pluton » (une exoplanète semblable à Pluton, dont on ne connaît encore aucun exemple), éjecté il y a environ 0,4 à 0,5 Ga d'un jeune système stellaire, peut-être situé dans le bras de Persée.

### Hypothèses de l'origine de l'astéroïde

#### Hypothèse d'une origine artificielle
Le programme SETI a étudié l'astéroïde avec deux radiotélescopes, le Green Bank Telescope et l'Allen Telescope Array dans le cadre du projet Breakthrough Listen, pour étudier l'hypothèse d'un vaisseau interstellaire,,,. Cette hypothèse entraîne une couverture de presse très importante, amenant à des spéculations et des thèses plus ou moins fondées sur la vie extraterrestre. Aucune émission radio inhabituelle n'a été détectée.
La trajectoire de 1I/ʻOumuamua étant influencée par une force non identifiée en plus de la force gravitationnelle, et aucun dégazage n'ayant été observé, les physiciens Shmuel Bialy et Abraham Loeb, ce dernier ancien directeur du département d’astronomie de Harvard, émettent l'hypothèse que l'objet est sensible à la pression de radiation solaire, mais cette hypothèse implique un très grand rapport surface/volume qui en ferait une voile solaire, possiblement d'origine artificielle.
L'ensemble des hypothèses liées à une origine artificielle restent en 2021 très fortement discutées, voire récusées,. Des explications plus classiques restent plausibles, comme une hétérogénéité de l'émission thermique provoquée par la forme allongée de l'objet ou un dégazage non détecté pour diverses raisons (faible proportion de poussières ou grande taille de leurs grains).

#### Hypothèse cométaire
En 2023, les chercheurs américains Jennifer Bergner (université de Californie à Berkeley) et Darryl Seligman (université Cornell) proposent une nouvelle thèse sur l'origine cométaire de l'objet. Cet objet serait une comète qui serait sortie de son orbite et dont les molécules de glace d'eau présente dans sa composition, soumises au rayonnement cosmique hautement énergétique, auraient été scindées en produisant de l'hydrogène moléculaire. Celui-ci serait resté piégé au sein de l'objet. À l'approche du Soleil, l'hydrogène se serait transformé en gaz et, expulsé, aurait produit une poussée suffisante pour produire l'accélération d'Oumuamua détectée,.

## Missions spatiales hypothétiques
ʻOumuamua a d'abord été jugé trop rapide pour être accessible à tout vaisseau spatial existant,. Initiative for Interstellar Studies (i4is) a lancé le projet Lyra afin d'évaluer la faisabilité d’une mission vers ʻOumuamua. Plusieurs possibilités ont été suggérées pour l'envoi d'une sonde spatiale vers ʻOumuamua dans un délai de cinq à dix ans. L'une d'elles consiste à utiliser d'abord un survol de Jupiter, suivi d'un survol solaire rapproché, à trois rayons solaires (2,1 × 106 km) afin de profiter de l'effet Oberth.
Différentes durées de mission et leurs exigences de vitesse ont été étudiées par rapport à la date de lancement, en supposant un transfert direct impulsif sur la trajectoire d’interception. En utilisant un survol motorisé de Jupiter, une manœuvre solaire Oberth et la technologie de bouclier thermique de Parker Solar Probe, un lanceur de la classe de Falcon Heavy serait capable de lancer une sonde spatiale de plusieurs dizaines de kilogrammes vers 1I/ʻOumuamua, avec un lancement en 2021. Plusieurs options avancées comme l'utilisation de la voile solaire et de la propulsion laser, exploitant la technologie de Breakthrough Starshot, ont également été prises en compte. Le défi consiste à atteindre l'astéroïde dans un laps de temps raisonnable (et donc à une distance raisonnable de la Terre), tout en étant en mesure d'obtenir des informations scientifiques utiles. Pour cela, décélérer la sonde spatiale serait « hautement souhaitable, en raison du retour scientifique minime d'une rencontre à hyper-vitesse ». Si la sonde va trop vite, elle ne pourrait pas entrer en orbite ni atterrir sur l'astéroïde et se contenterait d'un survol. Les auteurs concluent que, bien que difficile, une mission avec rendez-vous spatial serait réalisable à l'aide d'une technologie prochainement disponible,. Seligman et Laughlin adoptent une approche complémentaire à l'étude Lyra, mais concluent que de telles missions, bien que difficiles à monter, sont à la fois réalisables et scientifiquement attrayantes.